# 巴克冰原島峰
74°53′S 72°42′W / 74.883°S 72.700°W
巴克冰原島峰（英語：Barker Nunatak），是南極洲的冰原島峰，位於帕爾默地，屬於格羅森巴赫冰原島峰的一部分，處於弗萊徹冰原島峰東北面4.1公里，以美國地質調查局的製圖師命名，現時由南極條約體系管理。